# Zdymadlo Kunovský les
Zdymadlo Kunovský les, nebo též Plavební komora Kunovský les, je vodní dopravní stavba, skládající se z jezu a přilehlé plavební komory, na řece Moravě na říčním kilometru 156,9. V rámci plavební cesty Baťův kanál se jedná o říční kilometr 33,269. Leží na katastrálním území obce Staré Město ve vzdálenosti 2,5 km jihozápadně od středu obce. Předchozí plavební stupeň je Plavební komora Staré Město, následující plavební stupeň je Zdymadlo Nedakonice.

## Historie
Jez s plavební komorou byly zprovozněny v roce 1938 spolu s otevřením plavební cesty Baťův kanál, přičemž se jedná o jednu ze tří původních plavebních komor v říčním úseku mimo samotný kanál.
V roce 1999 byla provedena kompletní rekonstrukce stavebních i technologických částí, v roce 2005 potom proběhla elektrifikace a automatizace na jednotný systém dálkového ovládání včetně signalizace.
Přes plavební komoru a jez vede volně přístupná lávka pro pěší.

## Parametry jezu
| Typ jezu   | klapkový       |
| Výška jezu | 1,5 m          |
| Vzdutí     | 174,86 m n. m. |

## Parametry plavební komory
| Celková délka plavební komory | 68,4 m         |
| Užitná délka plavební komory  | 56,6 m         |
| Šířka plavební komory         | 5,3 m          |
| Hloubka plavební komory       | 6,2 m          |
| Výška záporníku               | 1,0 m          |
| Rozdíl plavebních hladin      | 1,2 m          |
| Výška horní hladiny           | 174,86 m n. m. |
| Výška dolní hladiny           | 173,86 m n. m. |